# 978 Aidamina
978 Aidamina è un asteroide della fascia principale del diametro medio di circa 78,73 km. Scoperto nel 1922, presenta un'orbita caratterizzata da un semiasse maggiore pari a 3,1928805 UA e da un'eccentricità di 0,2370274, inclinata di 21,66702° rispetto all'eclittica.
Il suo nome è in onore di Aida Minaievna, un'amica della famiglia dello scopritore.